# Security as a service
Security as a service (SECaaS) è un modello di business in cui un grande fornitore di servizi integra i propri servizi di sicurezza in un'infrastruttura aziendale sulla base di abbonamenti più economici rispetto a quelli che molti individui o aziende sono in grado di fornire da soli, quando si considera il Total Cost of Ownership. In questo scenario, la sicurezza viene fornita come un servizio erogato in modalità cloud, senza presupporre la necessità di hardware e dunque senza incorrere in ingenti spese di capitale. Questi servizi di sicurezza spesso includono, tra gli altri: autenticazione, anti-virus, anti-malware/spyware, intrusion detection, e gestione di eventi di sicurezza.
Security as a service offre una serie di vantaggi, tra cui:
- Aggiornamenti costanti delle definizioni dei virus che non si basano sul comportamento degli utenti
- Maggiore competenza in campo di sicurezza rispetto a quella normalmente disponibile all'interno di un'organizzazione
- Fornitura del servizio più rapida agli utenti
- Esternalizzazione di compiti di amministrazione, come la gestione dei log, per risparmiare tempo e soldia e consentire ad un'organizzazione di dedicare più tempo alle proprie competenze di base
- Una interfaccia web che consente l'amministrazione in-house di alcuni compiti e che fornisce una vista dell'ambiente di sicurezza e delle attività in corso

## Origine
SECaaS è un modello di business per l'esternalizzazione della licenza e fornitura di servizi di sicurezza che vanta un mercato di molti miliardi di dollari. SECaaS offre agli utenti servizi di sicurezza su Internet che forniscono protezione da minacce e da attacchi quali DDoS che sono continuamente alla ricerca di punti di accesso per compromette i siti web. Man mano che la richiesta e l'impiego del cloud computing crescono, gli utenti sono più vulnerabili agli attacchi a causa dell'accesso a Internet da nuovi punti. SECaaS finge da tampone contro i le minacce online più persistenti.

## Modelli SECaaS
I servizi SECaaS sono tipicamente offerti in varie forme:
- Sottoscrizione
- Pagamento per i servizi utilizzati
- Gratis: ad esempio Cloudbric, CloudFlare, e Incapsula.

## Benefici in termini di prestazioni

### Strumento di riduzione dei costi
SECaaS semplifica i vincoli finanziari e gli oneri che sono a carico delle imprese online, integrando servizi di sicurezza senza il prerequisito di risorse hardware o di grandi budget. L'impiego di prodotto di sicurezza cloud-based security inoltre aggira la necessità di costosi esperti e analisti di sicurezza.

### Protezione consistente e uniforme
La forza dei servizi SECaaS consiste nel fatto che essi forniscono una protezione continua in quanto i database sono costantemente aggiornati per fornire una copertura di sicurezza up-to-date. Inoltre viene alleviato il problema di avere infrastrutture separate combinando tutti gli elementi in un unico sistema gestibile.

## Sfide

### Relativamente nuovo
La più grande sfida del nascente mercato dei servizi SECaaS consiste nel mantenere una reputazione di affidabilità e superiorità rispetto ai servizi standard non-cloud ancora in uso. SECaaS nel suo complesso sembra essere diventato un pilastro nel mercato del cloud.

## Uso diffuso
La sicurezza dei siti Web basati su cloud non è adatta a tutte le imprese, e i requisiti specifici devono essere adeguatamente valutati sulla base dei bisogni individuali.